# 목 없는 기수

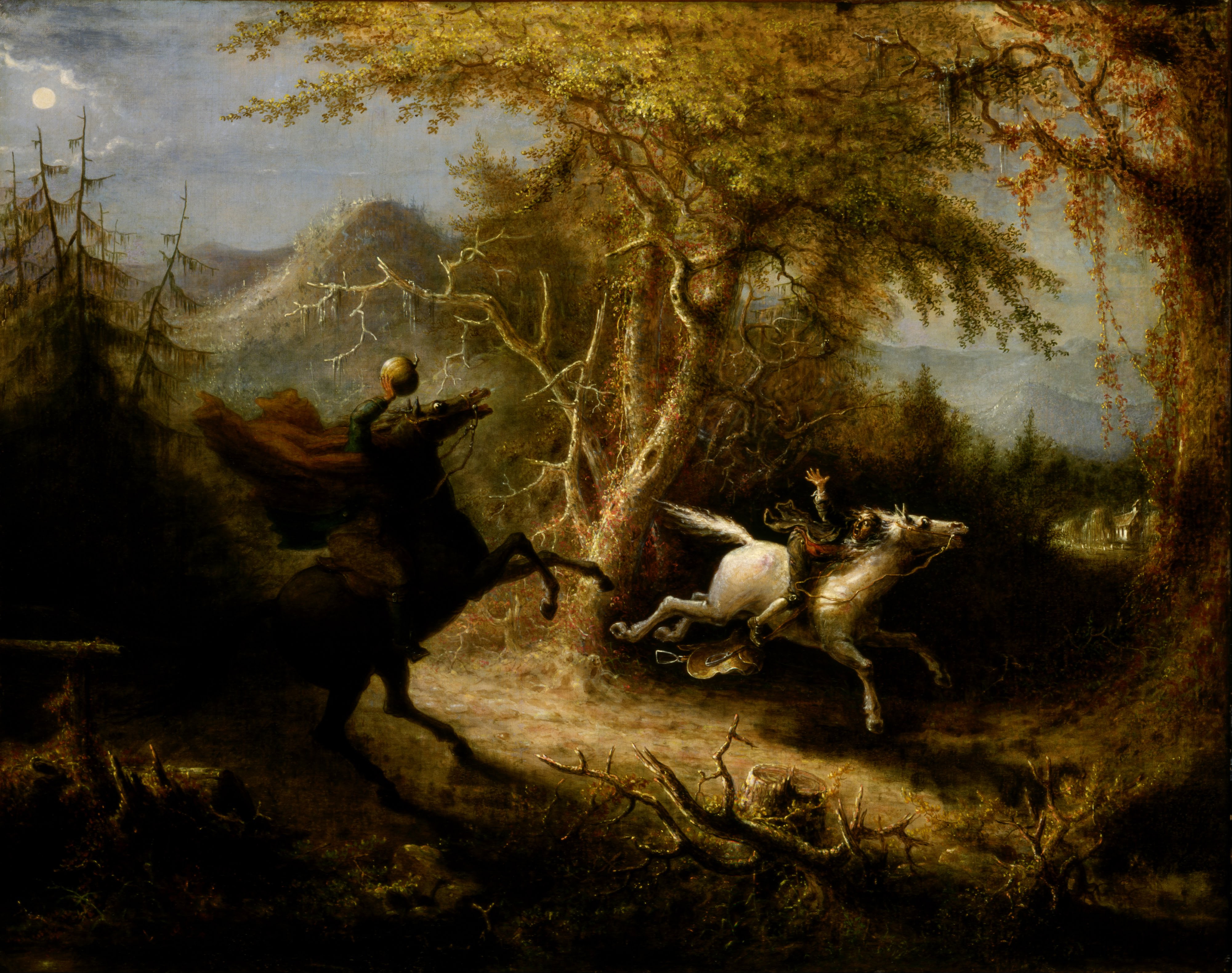
〈이카보드 크레인을 쫓는 목 없는 기수〉

목 없는 기수(headless horseman)는 유럽의 민담에서 등장하는 모티프이다.

## 켈트
아일랜드의 둘라한은 목 없는 요정으로, 검은 말을 타고 자기 머리통을 옆구리에 끼고 있다. 둘라한은 사람의 등뼈로 만든 채찍을 휘두른다. 둘라한이 멈춰서는 곳에서는 사람이 죽는다. 둘라한이 사람 이름을 소리쳐 부르면, 그 순간 그 사람은 즉시 죽는다. 다른 판본에서는 검은 마차를 모는 목 없는 마차부라고도 한다. 유사한 존재인 간켄(gan ceann)은 금붙이를 몸에 소지하거나 가는 길에 금붙이를 흘려두면 쫓아낼 수 있다.
스코틀랜드 민담에서 가장 유명한 목 없는 기수는 헤브리디스 제도의 물러 섬 글렌카니르(Glen Cainnir)에서 벌어진 부족전쟁에서 목이 잘린 에우엔(Ewen)이라는 사람이다. 에우엔 뿐 아니라 에우엔이 타고 있는 말도 목이 잘린 채 출몰한다고 한다.
《가웨인 경과 녹기사》는 참수 신화를 바탕으로 한 중세 영어 서사시이다.

## 게르만
그림 형제는 목 없는 기수를 목격했다는 독일 민담 두 개를 채록했다.
하나는 작센의 드레스덴 근교가 배경이다. 이 민담에서 드레스덴에 사는 한 여자가 어느 일요일 이른 아침에 도토리를 주우러 숲속으로 들어갔다. 베를로러네스 시냇물까지 왔을 때 그녀는 사냥 나팔 소리를 들었다. 나팔 소리가 한 번 더 들렸고, 여자가 뒤를 돌아보자 긴 회색 외투를 걸치고 회색 말에 타고 있는 목 없는 기수를 발견했다.
다른 하나는 니더작센의 브라운슈바이크가 배경이다. "야생 사냥꾼"이라고 불리는 목 없는 기수가 나팔을 불면서 사냥꾼들에게 다음 날은 사냥을 하지 말라고 경고한다. 이 경고를 무시하고 나갔다가는 사고를 당한다.
일부 독일 민담에서 목 없는 기수는 자기 목을 친 사람을 찾아다닌다. 또 다른 민담에서는 혀가 불로 되어 있는 검은 사냥개 한 무리를 끌고 다닌다고 한다.

## 미국
미국 작가 워싱턴 어빙의 단편집 《신사 제프리 크레용의 스케치북》에 수록된 〈슬리피 할로우의 전설〉에 목 없는 기수가 나온다.
목 없는 기수 전설은 미국 독립 전쟁 와중의 뉴욕주 슬리피 할로우에서 시작한다. 민담에 따르면 목 없는 기수는 1776년 화이트 플레인스 전투 때 죽은 헤센 포병이라고 한다. 미국측이 발사한 포환에 맞아 머리와 몸이 분리되었고, 전우들이 그의 시체를 수습했지만 머리통은 전장으로 굴러가 버렸다. 시체는 슬리피 할로우 구 네덜란드 교회 부속 묘지에 묻혔는데, 그때 이후로 할로윈 밤이면 목 없는 기수가 사악한 유령으로 나타나 잃어버린 자기 머리를 찾아다닌다.